# Амін Омар
Амін Мохамед Омар (араб. أمين محمد عمر, 25 вересня 1985) — єгипетський футбольний арбітр.

## Біографія
З 2013 році Омар став судити матчі єгипетської Прем'єр-ліги. У 2017 році став арбітром ФІФА. У 2019 році він був обраний одним з арбітрів на юнацькому чемпіонаті світу у Бразилії.

## Турніри
Працював на таких міжнародних змаганнях:
- Молодіжний кубок африканських націй 2019 (2 матчі)
- Кубок африканських націй 2019 (1 матч)
- Юнацький чемпіонат світу 2019 (3 матчі)
- Кубок африканських націй 2021